# Onthophagus viriditinctus
Onthophagus viriditinctus es una especie de insecto del género Onthophagus, familia Scarabaeidae, orden Coleoptera.
Fue descrita científicamente por Reitter en 1892.